# Стенли куп плејоф 1999.
Стенли куп плејоф Националне хокејашке лиге (НХЛ) који је одигран 1999. године почео је 21. априла а завршен 19. јуна победом Далас старса над Бафало сејберсима, резултатом 4-2 у финалној серији. Овим тријумфом, Далас старси стигли су до свог првог Стенлијевог трофеја у овом такмичењу.
Шеснаест тимова који су се пласирали у плејоф, по осам из обе дивизије, играли су елиминаторни турнир у серијама на четири добијене утакмице кроз четири фазе такмичења (четвртфинале конференције, полуфинале конференције, финале конференције и Стенли куп финале).
Иако су "авси" елиминисани у конференцијском финалу, њихов нападач Петер Форсберг сакупио је највише поена у 19 утакмица - 24, и нико га није престигао до краја. Овако нешто се није догодило од 1986. када су Даг Гилмор и Берни Федерко из Сент Луиса сакупили по 21 поен, највише у плејофу, упркос елиминацији блуза у финалу Кларенс Кемпбел конференције (данас Западна).
Џо Нувендајк из екипе Далас старса добио је Кон Смајтов трофеј као најкориснији играч (МВП) плејофа.
Брет Хал постигао је контроверзни гол за Далас у продужетку шесте утакмице којим су старси стигли до шампионата. Иако је прошло много времена од тада, овај погодак Хала и даље изазива жучне расправе хокејашких стручњака око регуларности.

## Учесници плејофа
У плејоф су се пласирали шампиони свих шест дивизија и по пет најбољих екипа из сваке конференције на основу коначне табеле након завршетка регуларног дела сезоне 1998/99, укупно 16 тимова, по осам из сваке конференције. Тимовима су додељене позиције 1-8 на основу пласмана у својој конференцији.
Њу Џерзи девилси (Атлантик), Каролина харикенси (Југоисток), Отава сенаторси (Североисток), Детроит ред вингси (Централ), Далас старси (Пацифик) и Колорадо аваланши (Северозапад) били су шампиони својих дивизија по завршетку лигашког дела сезоне 1998/99. Далас старси су освојили и трофеј Президентс као најбоље пласирани тим лигашког дела такмичења (114 бодова).
Тимови који су се квалификовали за Стенли куп плејоф 1999. следе испод.
| Шампиони источних дивизија |                                   |        |
| #                          | Клуб                              | Бодови |
| (1)                        | Њу Џерзи девилси (Атлантик)       | 105    |
| (2)                        | Отава сенаторси (Североисток)     | 103    |
| (3)                        | Каролина харикенси (Југоисток)    | 86     |
|                            |                                   |        |
| По пласману на Истоку      |                                   |        |
| #                          | Клуб                              | Бодови |
| (4)                        | Торонто мејпл лифси (Североисток) | 97     |
| (5)                        | Филаделфија флајерси (Атлантик)   | 93     |
| (6)                        | Бостон бруинси (Североисток)      | 91     |
| (7)                        | Бафало сејберси (Североисток)     | 81     |
| (8)                        | Питсбург пенгвинси (Атлантик)     | 90     |

| Шампиони западних дивизија |                                 |        |
| #                          | Клуб                            | Бодови |
| (1)                        | Далас старси (Пацифик)          | 114    |
| (2)                        | Колорадо аваланши (Северозапад) | 98     |
| (3)                        | Детроит ред вингси (Централ)    | 93     |
|                            |                                 |        |
| По пласману на Западу      |                                 |        |
| #                          | Клуб                            | Бодови |
| (4)                        | Финикс којотси (Пацифик)        | 90     |
| (5)                        | Сент Луис блуз (Централ)        | 87     |
| (6)                        | Анахајм мајти дакси (Пацифик)   | 83     |
| (7)                        | Сан Хозе шаркси (Пацифик)       | 80     |
| (8)                        | Едмонтон ојлерси (Северозапад)  | 78     |

## Распоред и резултати серија
| Четвртфинала конференција (прва рунда) |

| Источна конференција | Источна конференција | Источна конференција | Источна конференција | Источна конференција |
| -------------------- | -------------------- | -------------------- | -------------------- | -------------------- |
| (1)                  | Њу Џерзи девилси     | 3-4                  | Питсбург пенгвинси   | (8)                  |
| (2)                  | Отава сенаторси      | 0-4                  | Бафало сејберси      | (7)                  |
| (3)                  | Каролина харикенси   | 2-4                  | Бостон бруинси       | (6)                  |
| (4)                  | Торонто мејпл лифси  | 4-2                  | Филаделфија флајерси | (5)                  |

| Западна конференција | Западна конференција | Западна конференција | Западна конференција | Западна конференција |
| -------------------- | -------------------- | -------------------- | -------------------- | -------------------- |
| (1)                  | Далас старси         | 4-0                  | Едмонтон ојлерси     | (8)                  |
| (2)                  | Колорадо аваланши    | 4-2                  | Сан Хозе шаркси      | (7)                  |
| (3)                  | Детроит ред вингси   | 4-0                  | Анахајм мајти дакси  | (6)                  |
| (4)                  | Финикс којотси       | 3-4                  | Сент Луис блуз       | (5)                  |

| Полуфинала конференција (друга рунда) |

| Источна конференција | Источна конференција | Источна конференција | Источна конференција | Источна конференција |
| -------------------- | -------------------- | -------------------- | -------------------- | -------------------- |
| (4)                  | Торонто мејпл лифси  | 4-2                  | Питсбург пенгвинси   | (8)                  |
| (6)                  | Бостон бруинси       | 2-4                  | Бафало сејберси      | (7)                  |

| Западна конференција | Западна конференција | Западна конференција | Западна конференција | Западна конференција |
| -------------------- | -------------------- | -------------------- | -------------------- | -------------------- |
| (1)                  | Далас старси         | 4-2                  | Сент Луис блуз       | (5)                  |
| (2)                  | Колорадо аваланши    | 4-2                  | Детроит ред вингси   | (3)                  |

| Финала конференција |

| Источна конференција | Источна конференција | Источна конференција | Источна конференција | Источна конференција |
| -------------------- | -------------------- | -------------------- | -------------------- | -------------------- |
| (4)                  | Торонто мејпл лифси  | 1-4                  | Бафало сејберси      | (7)                  |

| Западна конференција | Западна конференција | Западна конференција | Западна конференција | Западна конференција |
| -------------------- | -------------------- | -------------------- | -------------------- | -------------------- |
| (1)                  | Далас старси         | 4-3                  | Колорадо аваланши    | (2)                  |

| СТЕНЛИ КУП ФИНАЛЕ |              |     |                 |       |
| (З-1)             | Далас старси | 4-2 | Бафало сејберси | (И-7) |

| Шампиони 1999.             |
| -------------------------- |
| Далас старси (прва титула) |

## Статистика

### Тимови
| Клуб                 | ОУ | П  | И | ГД | ГП | ГДУ  | ГПУ  | ИВ   | ИМ   |
| -------------------- | -- | -- | - | -- | -- | ---- | ---- | ---- | ---- |
| Далас старси         | 23 | 16 | 7 | 64 | 44 | 2.78 | 1.91 | 12.1 | 90.5 |
| Бафало сејберси      | 21 | 14 | 7 | 59 | 49 | 2.81 | 2.33 | 20.0 | 85.6 |
| Колорадо аваланши    | 19 | 11 | 8 | 56 | 54 | 2.95 | 2.84 | 14.6 | 82.1 |
| Торонто мејпл лифси  | 17 | 9  | 8 | 43 | 46 | 2.53 | 2.71 | 13.8 | 81.7 |
| Детроит ред вингси   | 10 | 6  | 4 | 31 | 27 | 3.10 | 2.70 | 23.7 | 82.0 |
| Бостон бруинси       | 12 | 6  | 6 | 30 | 27 | 2.50 | 2.25 | 15.3 | 83.0 |
| Сент Луис блуз       | 13 | 6  | 7 | 31 | 33 | 2.38 | 2.54 | 18.0 | 88.7 |
| Питсбург пенгвинси   | 13 | 6  | 7 | 35 | 36 | 2.69 | 2.77 | 17.8 | 88.0 |
| Финикс којотси       | 7  | 3  | 4 | 16 | 19 | 2.29 | 2.71 | 12.2 | 72.7 |
| Њу Џерзи девилси     | 7  | 3  | 4 | 18 | 21 | 2.57 | 3.00 | 18.5 | 84.6 |
| Сан Хозе шаркси      | 6  | 2  | 4 | 17 | 19 | 2.83 | 3.17 | 17.1 | 83.3 |
| Филаделфија флајерси | 6  | 2  | 4 | 11 | 9  | 1.83 | 1.50 | 11.1 | 85.3 |
| Каролина харикенси   | 6  | 2  | 4 | 10 | 16 | 1.67 | 2.67 | 9.5  | 83.3 |
| Анахајм мајти дакси  | 4  | 0  | 4 | 6  | 17 | 1.50 | 4.25 | 20.0 | 69.6 |
| Едмонтон ојлерси     | 4  | 0  | 4 | 7  | 11 | 1.75 | 2.75 | 11.8 | 90.9 |
| Отава сенаторси      | 4  | 0  | 4 | 6  | 12 | 1.50 | 3.00 | 11.1 | 77.8 |

Статистика је преузета са званичног сајта НХЛ лиге.
(Легенда: ОУ-одигране утакмице; П-победе; И-изгубљене утакмице; ГД-дати голови; ГП-примљени голови; ГДУ-просек датих голова по утакмици; ГПУ-просек примљених голова по утакмици; ИВ-реализација играча више; ИМ-одбрана са играчем мање)